# 貘科
貘科，或稱真貘科，是哺乳纲奇蹄目仅存三个科之一，现仅存貘属1属5种，而依史前化石还可分成另若干属。

## 演化
有學者認為，貘、犀牛和馬等奇蹄動物均由始祖馬演化而來（始祖馬曾被認為是最原始的马科動物，而現行分類已將其轉移至古獸馬科）。最早的貘類以犀貘（Heptodon）為代表，出现在始新世早期的北美洲，牠們的形態与现生貘類十分相似，但只有现生貘類一半的大小，并且没有突出的长鼻。這些原始貘類被劃入貘總科，但未被劃入貘科，屬於貘類幹群成員。真正意義上的貘（即貘科成員）出現於渐新世早期，以原貘（Protapirus）為代表，再往後於中新世出現的中新貘（Miotapirus）幾乎已和現生貘類別無二致。亚洲和北美洲的貘被認為大約在2000萬到3000萬年前便已分化，之後在上新世中晚期（約300萬年前）的南北美洲生物大遷徙中，北美洲的貘進入南美洲。到1萬年前的更新世末期，貘在其曾經廣泛分布的北半球大部分區域滅絕。現今中美貘、南美貘和山貘的分布範圍均限於自墨西哥往南的美洲地區，而东南亚的馬來貘則成為旧大陆唯一幸存的貘。

## 分類
根據全球生物多樣性資訊機構（GBIF）的整理，貘科包含以下各属，劍標符號（†）表示已滅絕：
- †Eotapirus Cerdeno & Ginsburg, 1988
- †Hesperaletes Colbert, 2006
- †Heteraletes Peterson, 1932
- †中新貘屬 Miotapirus Schlaikjer, 1937
- †Nexuotapirus Albright, 1998
- †古貘屬 Palaeotapirus Filhol, 1888
- †副貘屬 Paratapirus Depéret, 1902
- †Plesiocolopirus Schoch, 1989
- †近貘屬 Plesiotapirus Qiu, Yan & Sun, 1991
- †原貘屬 Protapirus Filhol, 1877
= †Tanyops Marsh, 1894：原貘屬的異名[8]
- †新月脊齒貘屬 Selenolophodon Chang & Zhai, 1978：原為长鼻目之下嵌齿象科的一屬
- †Tapiravus Marsh, 1877
- †Tapiriscus Kretzoi, 1951
- †全脊貘屬 Teleolophus Matthew & Granger, 1925
= †厚脊貘屬 Pachylophus Tong & Lei, 1984：全脊貘屬的異名[9]
- 貘屬 Tapirus Brisson, 1762
= 中美貘屬 Tapirella Palmer, 1903：舊時中美貘被單獨置於該屬，後轉移至貘屬，該屬隨之成為貘屬的異名[10]，或是降為一個亞屬[11]
- 馬來貘屬 Acrocodia Goldman, 1913：在將馬來貘歸入貘屬時，馬來貘屬則成為貘屬的異名[10]，或是降為一個亞屬[11]
- †巨貘屬 Megatapirus Matthew & Granger, 1923：現已歸為貘屬的亞屬[11]